# Зюлково (Підляське воєводство)
Зюлково (пол. Ziółkowo) — село в Польщі, у гміні Рачки Сувальського повіту Підляського воєводства.
Населення — 98 осіб (2011).
У 1975-1998 роках село належало до Сувальського воєводства.

## Демографія
Демографічна структура станом на 31 березня 2011 року:
|          | Загалом | Допрацездатний вік | Працездатний вік | Постпрацездатний вік |
| -------- | ------- | ------------------ | ---------------- | -------------------- |
| Чоловіки | 47      | 12                 | 34               | 1                    |
| Жінки    | 51      | 17                 | 26               | 8                    |
| Разом    | 98      | 29                 | 60               | 9                    |